# Кубок В'єтнаму з футболу 2020
Кубок В'єтнаму з футболу 2020 — (також відомий як Bamboo Airways National Cup - оскільки головним спонсором турніру виступав Bamboo Airways) 28-й розіграш кубкового футбольного турніру у В'єтнамі. Титул володаря кубка вдруге поспіль здобув Ханой.

## Календар
| Раунд        | Дата               | Матчі | Клуби   |
| ------------ | ------------------ | ----- | ------- |
| Перший раунд | 23-25 травня 2020  | 12    | 28 → 16 |
| 1/8 фіналу   | 30-31 травня 2020  | 8     | 16 → 8  |
| 1/4 фіналу   | 11-12 вересня 2020 | 4     | 8 → 4   |
| 1/2 фіналу   | 16 вересня 2020    | 4     | 4 → 2   |
| Фінал        | 20 вересня 2020    | 1     | 2 → 1   |

## 1/8 фіналу
| Команда 1          | Рахунок      | Команда 2           |
| ------------------ | ------------ | ------------------- |
| 30 травня 2020     |              |                     |
| Ангьянг (2)        | 0:2          | Віеттел             |
| Сонглам Нгеан      | 1:1 пен. 4:5 | Ба Ріа Вюнг Тау (2) |
| Тхан Куангнінь     | 2:2 пен. 5:4 | Намдінь             |
| Хошимін Сіті       | 0:0 пен. 3:2 | Дананг              |
| 31 травня 2020     |              |                     |
| Бікамікс Біньзионг | 1:0          | Тханьхоа            |
| Кантхо (2)         | 1:0          | Біньфиок (2)        |
| Куангнам           | 0:1          | Хонг Лін Хатінь     |
| Ханой              | 3:0          | Донгтхап (2)        |

## 1/4 фіналу
| Команда 1           | Рахунок | Команда 2          |
| ------------------- | ------- | ------------------ |
| 11 вересня 2020     |         |                    |
| Ба Ріа Вюнг Тау (2) | 2:3     | Хошимін Сіті       |
| Ханой               | 7:0     | Кантхо (2)         |
| 12 вересня 2020     |         |                    |
| Хонг Лін Хатінь     | 2:3     | Тхан Куангнінь     |
| Віеттел             | 4:1     | Бікамікс Біньзионг |

## 1/2 фіналу
| Команда 1       | Рахунок | Команда 2    |
| --------------- | ------- | ------------ |
| 16 вересня 2020 |         |              |
| Ханой           | 5:1     | Хошимін Сіті |
| Тхан Куангнінь  | 1:2     | Віеттел      |

## Фінал
| Команда 1       | Рахунок | Команда 2 |
| --------------- | ------- | --------- |
| 20 вересня 2020 |         |           |
| Віеттел         | 1:2     | Ханой     |